# Марс патфајндер
Марс Патфајндер (енгл. Mars Pathfinder, познат и као MESUR Pathfinder) је роботизована сонда агенције НАСА која је 1997. године спустила базну станицу и мало возило на површину Марса.  Сонда се састојала из лендера, касније преименованог у Меморијална станица Карл Сејган, и малог роботизованог ровера (масе свега 10,6 kg) названог Соџурнер.
Основни циљ мисије био је да се покаже да су могућа слетања и истраживања на Марсу по ниским трошковима.